# Machine
Pour les articles homonymes, voir Machine (homonymie).

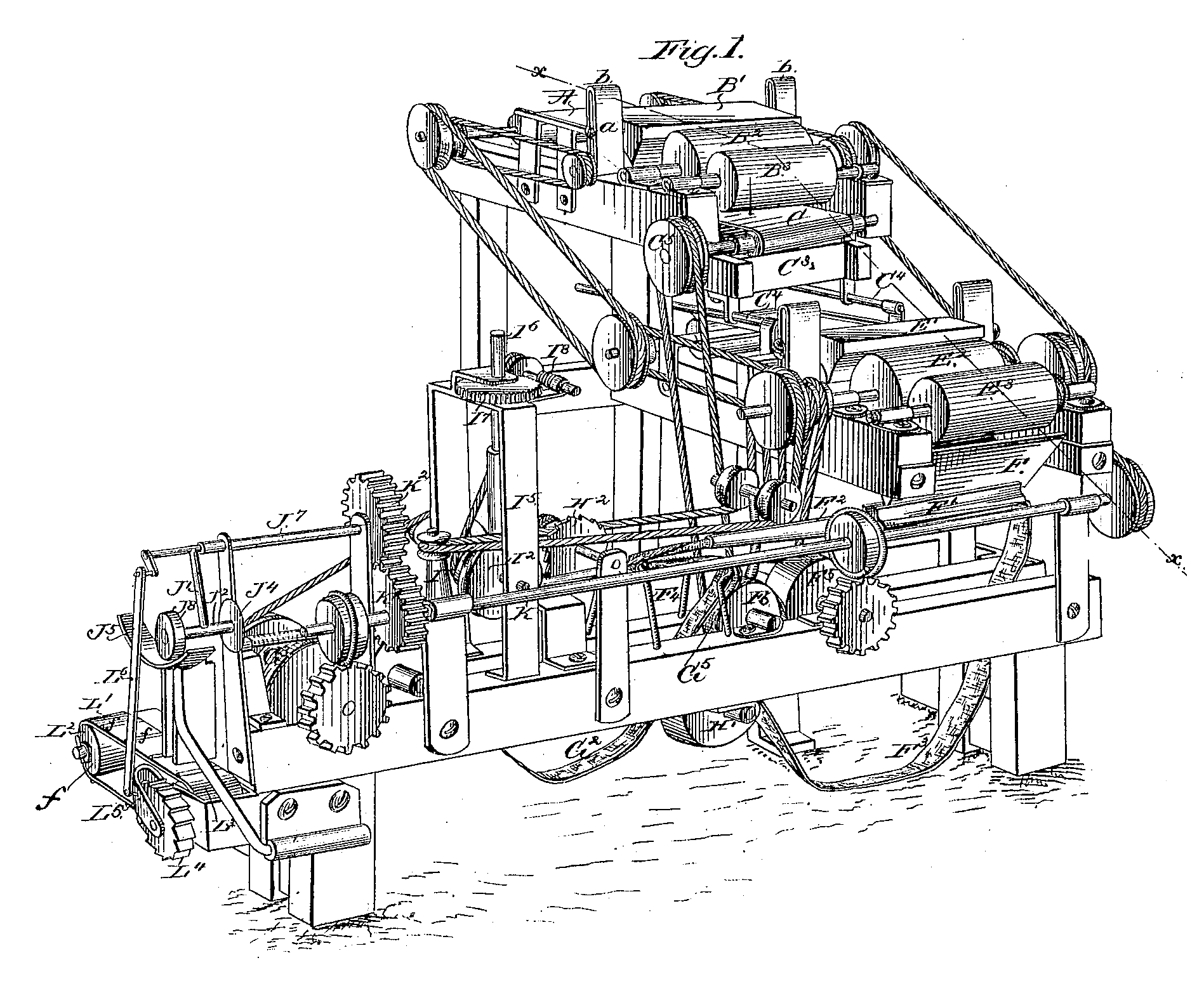
Machine à rouler les cigarettes de James Albert Bonsack (1880).

Une machine est un produit fini mécanique capable d'utiliser une source d'énergie communément disponible pour effectuer par elle-même, sous la conduite ou non d'un opérateur, une ou plusieurs tâches spécifiques, en exerçant un travail mécanique sur un outil, sur la charge à déplacer ou sur la matière à façonner. Une machine peut être fixe (machine-outil, machine à laver, etc.) ou mobile (locomotive, tondeuse à gazon, machine à écrire, etc.).
Remarques:
1. Tout dispositif similaire devant être supporté par une machine ou maintenu par un utilisateur est appelé outil ;
2. Si sa finalité se limite à produire de l'énergie mécanique à partir d'une autre source d'énergie, on parle de moteur (la machine à vapeur est en fait un moteur thermique) ;
3. Inversement, une machine très polyvalente à laquelle on peut demander de réaliser des enchaînements de tâches qui n'ont pas été explicitement définies lors de sa conception et qui est parfois capable d'effectuer de grands déplacements est appelée robot ;
4. On utilise le terme appareil pour les dispositifs, notamment électroniques, n'ayant pas pour fonction principale de délivrer un travail mécanique (ordinateur, haut-parleur, instrument de mesure…) ;
5. Dans le langage courant, on désigne souvent par le terme machine une motocyclette ou plus généralement un 2 roues motorisé (scooter ou cyclomoteur)[1] ;
6. On appelle également machine dans le langage courant un appareil électronique perfectionné, notamment un ordinateur, une calculatrice graphique ou encore une console de jeux.

## Étymologie
Le terme « machine » provient du latin machina, du grec dorien μαχανά / makhaná (μηχανή / mēkhanḗ en ionien-attique), signifiant : « astuce », « invention ingénieuse », « dispositif ». D'après le linguiste Ernst Robert Curtius, le terme grec se rapporte au sanscrit mah, « préparer », « croître », magham, « puissance », et au gotique mag, « je puis », mahts, « puissance ».

## Histoire
Au temps de la Rome antique, au théâtre, on utilisait des grues « mecane », ce qui donnera plus tard « machina », et enfin « machine ».
Le machinisme est apparu avec l'utilisation de mécanismes (le levier, la poulie, la vis d'Archimède, etc.) permettant de transformer un mouvement en un autre.
Dans l'action de construction (BTP), au début du XIXe siècle, le terme « machine » désigne un assemblage de pièces de bois disposées de manière qu'avec le secours de poulies, de moufles et cordages, un petit nombre d'hommes peuvent enlever de gros fardeaux et les poser en place, comme le vindas, l'engin (machine servant à élever en saillie les grosses pièces), la grue, le gruau (grue plus petite que l'on met en mouvement par un tourniquet au lieu d'une roue), le treuil, etc. qui se montent et se démontent selon le besoin qu'on en a.

## Caractéristiques
- On appelle avantage mécanique le ratio entre la force que la machine exerce sur la charge et la force qui lui a été appliquée.
- L'efficacité mécanique d'une machine est le ratio de son avantage mécanique réel à l'avantage mécanique idéal, c'est-à-dire sans frottement.
- L'efficacité énergétique (ou efficacité thermodynamique) est le ratio (adimensionnel) du travail fourni par la machine sur la quantité d'énergie qu'elle a consommée pour y parvenir.
- Le rendement est le ratio entre l'efficacité énergétique réelle d'une machine et l'efficacité théorique maximale qu'on peut attendre d'elle. Le rendement a toujours une valeur comprise entre 0 et 1 (100 %) alors que, selon le système, l'efficacité peut prendre n'importe quelle valeur positive.[citation nécessaire]

## Machine-outil
Dans l'industrie, les machines-outils à commande numérique permettent d'améliorer la productivité et la reproductibilité du travail effectué, en réduisant notamment les dispersions de fabrication. Par exemple, l'emploi du tournevis électrique sur les chaînes de montage permet une meilleure maîtrise du couple de serrage (à la différence du moulin à café, le tournevis électrique possède un système électromécanique de rétroaction).

## Robot industriel
Afin de limiter la pénibilité de certains travaux, ou opérer à qualité constante en peinture, soudure ou assemblage, l'industrie utilise de plus en plus de robots à poste fixe et de robots mobiles pour l'approvisionnement des postes de travail (voir l'article Transitique).

## Automate
Une catégorie de machines effectue des travaux ou rend des services que, sans elle, l'homme serait incapable d'exécuter (exemple : calcul d'une image médicale en 3D à partir de ses projections ou trépanation de la boîte crânienne sans le moindre dommage au cerveau). L'informatique industrielle et l'automatisme sont à la base de toutes les machines modernes.

## Mécatronique
Les machines modernes du XXIe siècle deviennent mécatroniques avec de plus en plus de puissance et d'intelligence, du fait de la combinaison de quatre disciplines majeures de l'ingénierie : la mécanique, l'électrotechnique, l'électronique et l'informatique.

### Ordinateur
Un ordinateur est une machine électronique. Il stocke et manipule des flux d'électrons qui servent à la lecture séquentielle d'un ensemble d'instructions qui lui font exécuter des opérations logiques et arithmétiques (voir les articles Automate et Machine de Turing).
Charles Babbage conçut la première calculatrice mécanique. Cette machine est considérée comme le précurseur de l'informatique moderne.

## Les machines comme modèles du vivant: le mécanisme
Les philosophes et les religions débattent depuis longtemps du statut souvent jugé tout à fait spécifique de l'homme et de l'animal parmi les êtres vivants.
Les machines ont permis de concevoir une théorie particulière de la vie : le mécanisme. Cette conception est particulièrement attachée à la pensée du philosophe et savant français René Descartes, qui dans son traité De l'Homme puis dans le Discours de la méthode conçoit le corps humain et les corps animaux en général comme analogues aux machines. En particulier, Descartes conçoit le système nerveux sur le modèle de certaines fontaines de son époque : il y circule des « esprits animaux » (des particules de sang très légères) qui actionnent les muscles à la manière dont l'eau peut actionner le mouvement de certains éléments des fontaines. Pour Descartes, les humains se distinguent cependant radicalement des autres animaux par la possession d'une âme, substance immatérielle, qui joue un rôle analogue au fontainier : elle actionne les muscles en dirigeant les esprits animaux vers tels ou tels nerfs, à partir de la glande pinéale. Cette analogie entre corps vivants et machines vise à expliquer les phénomènes biologiques par la seule physique, le but principal de Descartes étant de faire progresser la médecine grâce à cette nouvelle physiologie mécaniste.
Pour la science contemporaine, dont les bases sont matérialistes, les êtres vivants sont des systèmes matériels complexes, qui maintiennent leur organisation, et donc leur originalité, en échangeant matière et énergie avec leur environnement, comme l'a notamment analysé Ilya Prigogine. Ainsi, les êtres vivants seraient des machines d'un genre particulier ou « d'un autre ordre ».
Il reste que, par la complexité de leurs « mécanismes » nerveux, certains êtres vivants, les animaux, sont capables de ressentir douleur, voire souffrance, ce qui leur donne accès à un vécu original et, dans l'état actuel des choses, très différent des machines construites par l'être humain.
Et d'autre part, dans l'état actuel de la technique, aucune machine n'a été construite qui soit capable de se reproduire, de se développer ou de régénérer certains de ses constituants, comme le font très ordinairement les êtres vivants. Bref, ce que les anciens appelaient autrefois « la génération » est un ensemble de phénomènes qui restent inconnus aux machines. Pourtant, malgré ces évidences aisément observables, de nombreuses approches en biologie moderne tendent implicitement à considérer que les êtres vivants sont comme des machines. Dans cette discipline, il n'existe en effet pas de définition de l'être vivant qui fasse actuellement l'unanimité parmi les chercheurs, et de fait, c'est par défaut et faute de mieux que cette métaphore continue d'être employée.
Dans l'Homme-Machine, La Mettrie radicalisera le mécanisme de Descartes en soutenant qu'il n'existe pas d'âme immatérielle chez l'Homme, l'esprit lui-même est matériel et obéit à des lois mécaniques,,.
La théorie de Descartes a été également radicalisée par des théoriciens de la zootechnie affirmant l'identité entre machines et animaux non humains et déniant ainsi toute conscience à ces derniers pour en faire de simples « machines à produire », un gibier ou animal décoratif ou de compagnie, et de même pour la cybernétique ou la biologie, via le Pavlovisme notamment.